# 西尾市立西尾小学校
西尾市立西尾小学校（にしおしりつ にしおしょうがっこう）は愛知県西尾市錦城町にある公立小学校。

## 歴史

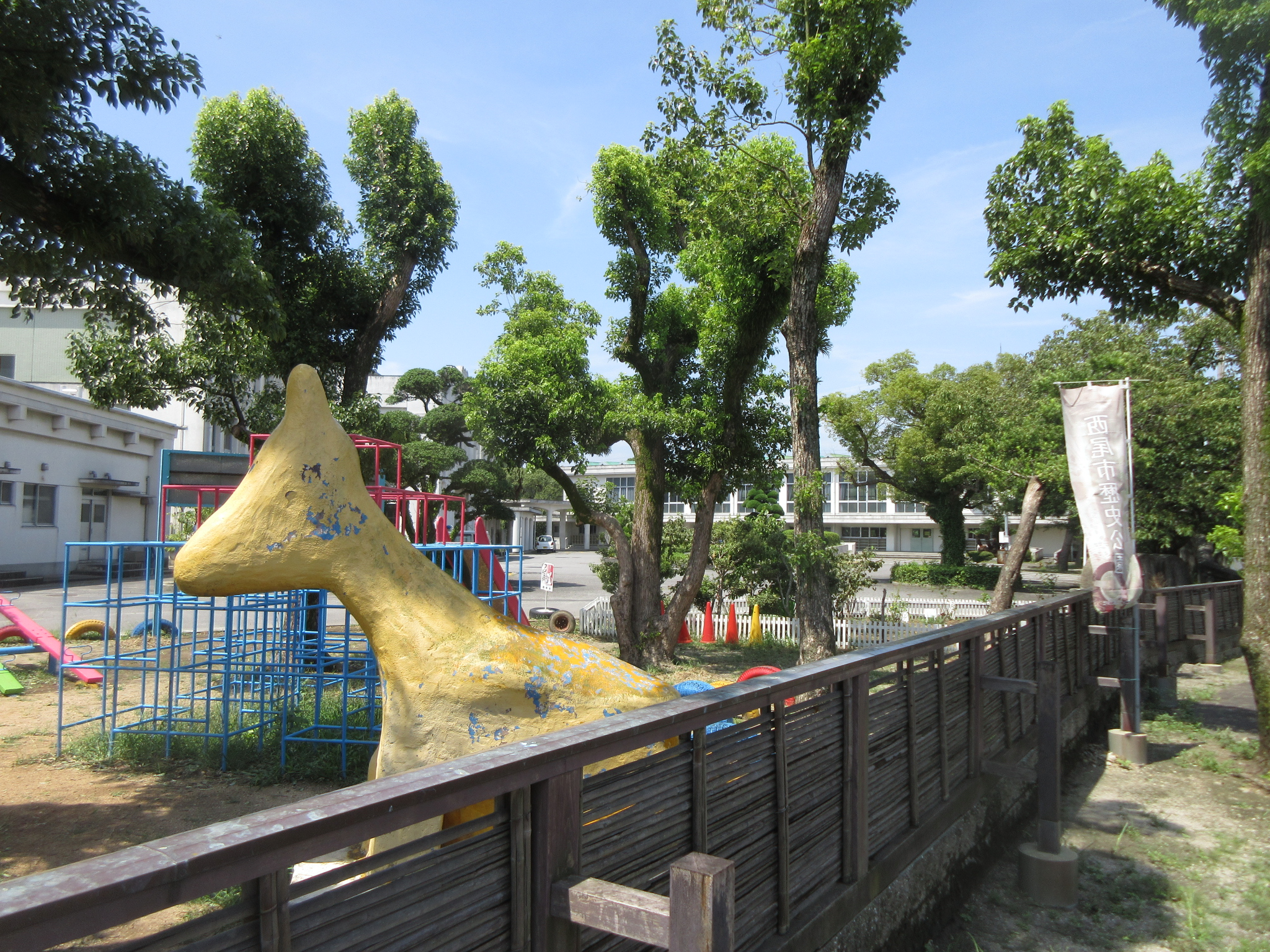
校内の遊具

### 沿革
1854年（嘉永7年）に創立した西尾藩の藩校「修道館」を起源としている。修道館は1871年（明治4年）の廃藩置県とともに廃絶した。1872年（明治5年）に学制が発布されると、西尾郷学校が創設された。1894年（明治27年）7月には3校が統合され、高等科も設置され、西尾尋常高等小学校に改称した。
1928年（昭和3年）12月には地方都市としては珍しい鉄筋コンクリート造2階建の校舎（旧本館）が竣工した。
1947年（昭和22年）の児童数は2357人だった。戦後の一時期には児童数2600人を超えるギガマンモス校だったこともあるが、1952年（昭和27年）には西尾市立花ノ木小学校を分離し、1982年（昭和57年）には西尾市立鶴城小学校を分離したことで、適正人数に落ち着いている。
1990年（平成2年）に新本館が竣工すると、旧本館は後に取り壊されたが、旧本館正面玄関上部遺構のモニュメントが残されている。新本館の玄関は旧本館のデザインを踏襲している。

### 年表
- 1854年（嘉永7年） - 西尾藩の藩校「修道館」が創設。
- 1880年（明治13年）4月 - 西尾学校・錦丘学校・鶴翼学校が統合されて西尾学校が開校。
- 1894年（明治27年）7月 - 西尾町立西尾尋常高等小学校に改称。
- 1928年（昭和3年）12月 - 鉄筋コンクリート造2階建ての旧本館が竣工。
- 1941年（昭和16年） - 西尾町立西尾国民学校に改称。
- 1947年（昭和22年） - 西尾町立西尾小学校に改称。
- 1952年（昭和27年）4月 - 西尾小学校から西尾町立花ノ木小学校が分離独立。[2]
- 1953年（昭和28年）12月 - 西尾市の発足によって西尾市立西尾小学校に改称。
- 1961年（昭和36年）7月 - 初代のプールが竣工。
- 1972年（昭和47年）3月 - 新校舎が竣工。
- 1977年（昭和52年）3月 - 鉄筋コンクリート造4階建ての校舎が竣工。
- 1982年（昭和57年）4月 - 西尾小学校から西尾市立鶴城小学校が分離独立。[2]
- 1982年（昭和57年）6月 - 現在のプールが竣工。
- 1990年（平成2年）から1991年（平成3年） - 本館および体育館が竣工

### 児童数の変遷
『愛知県小中学校誌』（2018年）によると、児童数の変遷は以下の通りである。
| 1947年（昭和22年） | 2357人 |  |
| 1957年（昭和32年） | 2116人 |  |
| 1967年（昭和42年） | 1406人 |  |
| 1977年（昭和52年） | 1593人 |  |
| 1987年（昭和62年） | 857人  |  |
| 1997年（平成9年）  | 775人  |  |
| 2007年（平成19年） | 723人  |  |
| 2017年（平成29年） | 724人  |  |

## 地理
西尾市街地の中心部に位置し、校舎がある位置はかつての西尾城東の丸にあたる。敷地内には堀跡や太鼓門跡や古井戸跡などの施設が散在している。敷地には大木も植わっており、堀の遺構をビオトープとして活用するなどしている。

### 周辺
- 西尾市歴史公園（西尾城跡）
  - 西尾市資料館
  - 西尾神社
  - 本丸丑寅櫓
  - 鍮石門
  - 旧近衛邸
- 西尾公園
  - 総合グラウンド
  - テニスコート4面
- 西尾市立西尾幼稚園
- 西尾市中央ふれあいセンター
- 西尾市文化会館
- 尚古荘

## 著名な出身者
- 坂部亀太郎（西尾市長、西尾町長）[3]
- 牧全（元プロバスケットボール選手）[4]